# Glenea nobilis
Glenea nobilis é uma espécie de escaravelho da família Cerambycidae. Foi descrita por Bernhard Schwarzer em 1931.  É conhecida a sua existência em Java e Bornéu.